# Шумерля
Шу́мерля (чув. Ҫӗмӗрле) — город республиканского значения в Чувашской Республике Российской Федерации.
Аминистративный центр муниципального образования «Шумерлинский муниципальный округ» и административно-территориальной единицы «Шумерлинский район», в который не входит. Город является индустриальным, имеет железнодорожную станцию.

## Муниципальное устройство
До 2022 года город Шумерля являлся административным центром муниципального образования «Шумерлинский район», в состав которого не входил. С 2022 до 2024 года являлся административным центром Шумерлинского муниципального округа, в состав которого не входил. До 17 мая 2024 года образовывал «городской округ город Шумерля», который был объединён с Шумерлинским муниципальным округом, образуя новое муниципальное образование «Шумерлинского муниципального округа».

## Этимология
Название города происходит от названия чувашской деревни Шумерля.
О происхождении названия деревни, в свою очередь, имеется ряд гипотез. Согласно одной из версий, от чувашского слова «Çĕмĕртлĕх», что в переводе означает «местность, усеянная черёмухой».
По другой версии слово «Çĕмĕрлĕ» связано с обилием топких болот в этом районе, которые «Çĕмĕрлĕ тана», то есть «создавали трясины», были труднопроходимыми (деревня расположена на правом, высоком берегу реки, которая способствует «вытягиванию воды»).
По третьей версии название «Шумерля», русифицированное от чувашского «Çĕмĕрлĕ», берёт начало от слова «сĕмĕрес — сĕмĕрлет», что в переводе на русский означает «разрушать, срывать, шуметь»: когда-то первые люди селились вдоль речки, которая берёт начало на водоразделе — возвышенности между д. Шумерлей и Туванами (с этой возвышенности берут своё начало Большой Цивиль и маленькие речки, впадающие в реку Палан). Весной, в половодье, она приобретала большую скорость и разрушающую силу.
Ещё одна версия названия города происходит от эрзянского гидронима «шу мер ляй» — речка с болотной ягодой (клюквой), а от него — чувашское название Çĕмĕрле.

## История
На территории которой возник город, был дремучий лес, озёра, топкие болота и глубокие овраги. Обитали пушные звери: куница, горностай, норка и другие.
Болота были заселены утками и гусями. По берегам Суры жили бобры, а в реке водилась стерлядь.
В 1916 году при строительстве железной дороги Москва—Казань была создана железнодорожная станция Шумерля, названная по близлежащей чувашской деревне Шумерля. Станция состояла из вокзала и нескольких пристанционных построек.
До июля 1924 года Шумерля входила в состав Нижегородской губернии.
Долгое время жителями посёлка, состоящего из нескольких деревянных домов, были лишь семьи обслуживающего персонала станции. Затем начали появляться новые частные дома.
Вместо улиц — дома «первой линии», «второй линии», «третьей линии».
Посёлок был окружён массивными дубравами, поэтому одним из первых предприятий Шумерли, стал деревообрабатывающий комбинат. В конце 1920-х гг. началось строительство крупного завода по производству дубильного экстракта, получившего название «Большевик».
В 1930 году завод выпустил первую продукцию.
В 1930 году был преобразован в рабочий посёлок.
23 июня 1937 года — населённый пункт Шумерля приобрёл статус города районного подчинения.

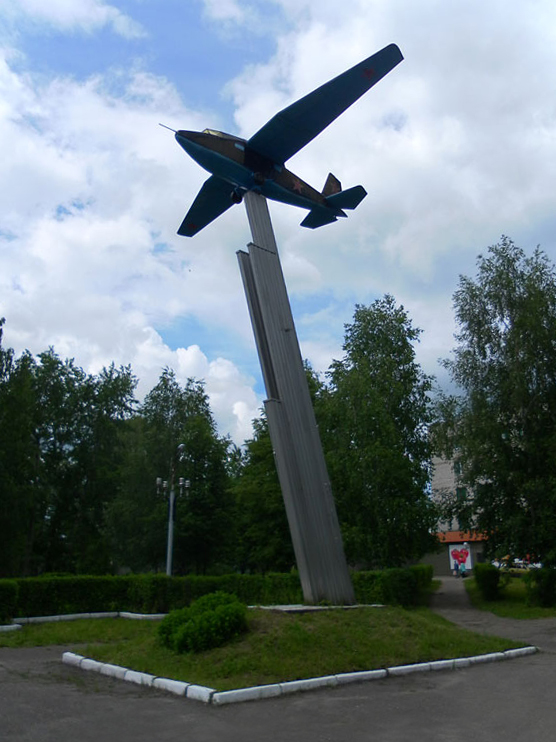
Монумент «Десантный планер Г-11». Открыт в 1987 г.

К началу 1939—1940 учебного года в городе 4 школы — № 1, 2, 3, 4.
18 октября 1941 года в Шумерлю прибыл первый эшелон с «хозяйством» ОКБ-28, а уже 7 ноября здесь собрали первый головной десантный планёр. До конца года завод № 471 (деревообделочный завод) изготовил 10 серийных аппаратов, которые по количеству перевозимых десантников получили обозначение Г-11 (конструктор В. К. Грибовский). Производство Г-11 нарастало вплоть до июня 1942 года, а в 1942 году прекратили, личный состав ОКБ-28 присоединили к техперсоналу завода № 471, переориентированного на производство самолётов Як-6.
К концу 1950 года действуют больница, родильный дом, поликлиника.
В 50-е годы начал работу вечерний техникум — филиал Марпосадского лесного техникума.
1 февраля 1963 года город Шумерля получил статус города республиканского (АССР) подчинения.
В 2024 году городской округ город Шумерля и Шумерлинский муниципальный округ (первого формирования) были объединены в одно муниципальное образование — Шумерлинский муниципальный округ (второго формирования).

## География
Город расположен на Восточно-Европейской равнине, в пределах Чувашского плато, в 110 км от столицы Чувашской Республики г. Чебоксары, на берегу реки Суры.
Занимает выгодное географическое положение, которое определяется:
1. Расположением на железнодорожной магистрали «Москва—Казань»;
2. Развитой автодорожной сетью и прочной связью со столицей Чувашии, а также с г. Канаш, Алатырь, Ядрин.
3. Наличием водных путей по реке Суре[8].

Рядом с городом Шумерлей, летом возводят понтонный мост — через реку Суру, связывающий Республику Чувашия с Нижегородской обл.
Территории города — 1378 га, в том числе зелёных насаждений 28 га.
Зимой действует ледовая переправа — Шумерля-Наваты.
Среднемесячная температура воздуха в городе изменяется от −12.2ºС в январе до +18.7ºС в июле. Среднегодовая температура равна +3.4ºС. В среднем в год выпадает около 500 мм осадков.

## Герб города
Герб города утверждён 11 февраля 1976 года исполнительным комитетом Шумерлинского городского Совета депутатов трудящихся. Автор эскиза — художник комбината автофургонов Владимир Руфович Горбунов.
Герб представляет собой обрамлённый золотой канвой французской щит, в красном поле которого изображена белая шестерня, внутри неё — зелёный дубовый лист с двумя желудями.
Во главе щита на серебряном поле — чувашский орнамент красного цвета и название города, написанное золотыми буквами.
В нижней части герба — волнообразная синяя линия.

## Население
| 1926    | 1931    | 1939    | 1959    | 1967    | 1970    | 1979    | 1989    | 1992    | 1993    | 1996    |
| ------- | ------- | ------- | ------- | ------- | ------- | ------- | ------- | ------- | ------- | ------- |
| 15 200  | ↘4100   | ↗15 220 | ↗30 213 | ↗31 000 | ↗33 816 | ↗37 347 | ↗41 986 | ↗42 800 | →42 800 | ↘42 100 |
| 1997    | 1998    | 2001    | 2002    | 2003    | 2005    | 2006    | 2007    | 2009    | 2010    | 2011    |
| ↘41 600 | ↘41 300 | ↘39 500 | ↘36 239 | ↘36 200 | ↘35 200 | ↘34 800 | ↘34 200 | ↘33 708 | ↘31 722 | ↘31 700 |
| 2012    | 2013    | 2014    | 2015    | 2016    | 2017    | 2018    | 2019    | 2020    | 2021    |         |
| ↘31 101 | ↘30 798 | ↘30 536 | ↘30 347 | ↘29 954 | ↘29 553 | ↘29 071 | ↘28 647 | ↘28 356 | ↘26 873 |         |

На 1 января 2025 года по численности населения город находился на 553-м месте из 1124 городов Российской Федерации.
Национальный состав
По данным переписи населения 2010 года в городе Шумерля проживают русские — 68 %, чуваши — 14 %, мордва и др.

## Экономика

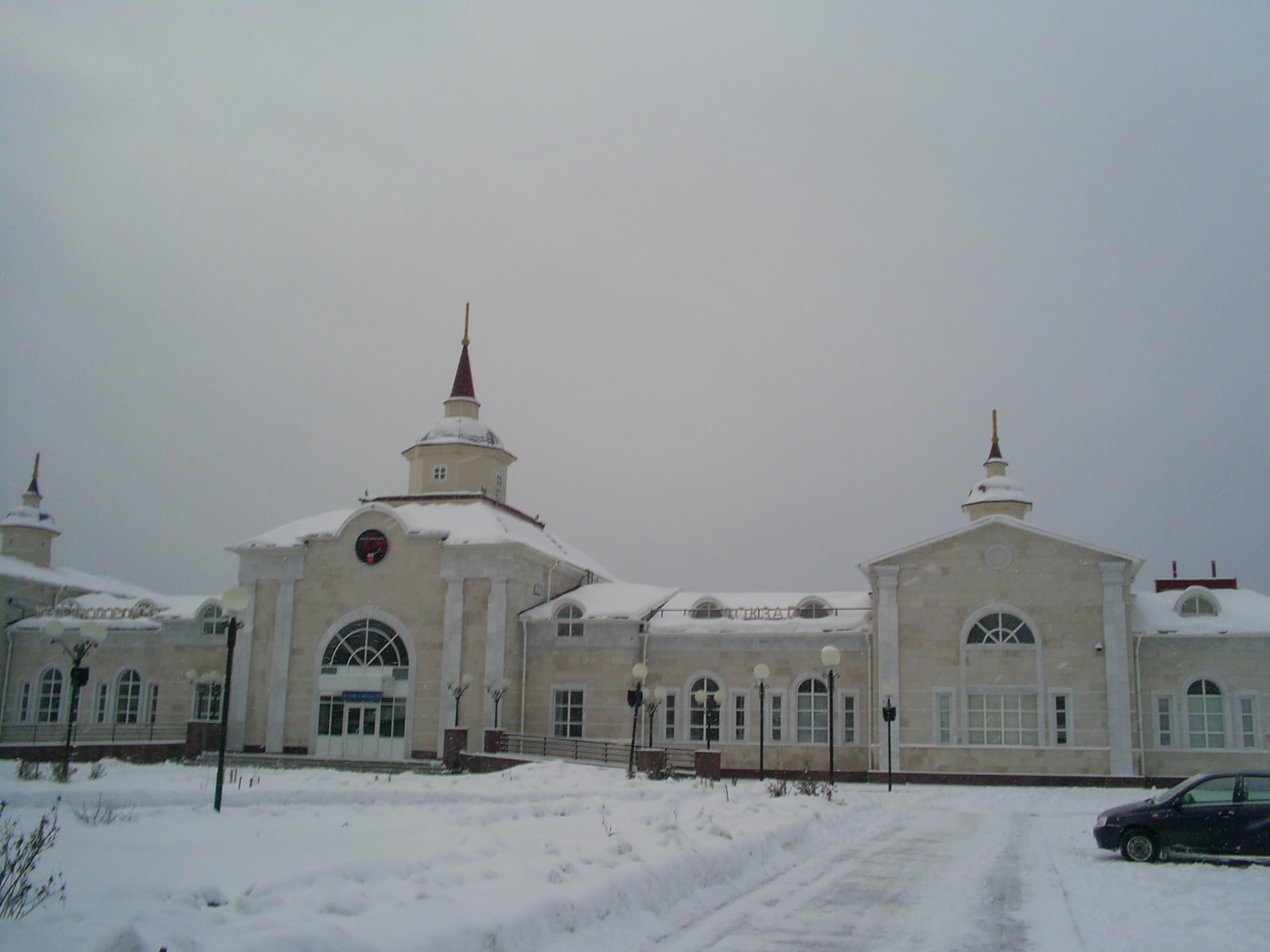
Железнодорожный вокзал города Шумерли

Ведущей отраслью промышленности города является машиностроение (Шумерлинский комбинат автофургонов и Шумерлинский завод специализированных автомобилей, производящие унифицированные автофургоны, автомобили со специальными кузовами: автомобиль-столовая, автомобиль скорой помощи и т. д.). Имеются предприятия лёгкой промышленности (кожгалантерейная фабрика до 2015 года, швейная фабрика), предприятия пищевой промышленности (хлебозавод, маслозавод, пищекомбинат «Лесной»).
Дальнейшее развитие города связано с углублением машиностроительной специализации и наличием удобных транспортных магистралей, выводящих Шумерлю на общероссийский рынок.
Объём отгруженных товаров собственного производства, выполненных работ и услуг собственными силами в добывающих, обрабатывающих производствах и распределении электроэнергии, газа и воды составил 4534,3 млн руб (2008г).
На территории и в районе, прилегающем к городу, разведаны месторождения кирпичного сырья (до 2006 г. существовал Шумерлинский кирпичный завод), строительных песков, песков-отощителей.

## Культура, СМИ, физическая культура и спорт

Физкультурно-оздоровительный комплекс «Олимп»

Работают Краеведческий музей, Музыкальные и Художественные школы, Дворец Культуры «Восход», 7 библиотек.
Издаются газеты «Вперёд», «Шумерлинские вести», «Çĕмĕрле хыпарĕ» на чувашском и русском языках.
В городской сети кабельного телевидения работает местный телеканал «Новая Реальность».
На данный момент действует один стадион «Труд».
В 2007 году открыт физкультурно-оздоровительный комплекс «Олимп».
В центре города расположен Парк культуры и отдыха, который имеет статус — особо охраняемая природная территория Чувашской Республики.

## Здравоохранение
Медицинскую помощь населению г. Шумерли оказывают:
- АУ «Шумерлинская городская стоматологическая поликлиника»[33].
- БУ «Шумерлинский межтерриториальный медицинский центр» Минздрава Чувашии[34].

## Образование
Среднее и начальное профессиональное образование
- Шумерлинский политехнический техникум[35].

Средние общеобразовательные учреждения
- Средняя общеобразовательная школа № 1 (1940 год)
- Средняя общеобразовательная школа № 2 (1932 год)
- Средняя общеобразовательная школа № 3 (1936 год)
- Средняя общеобразовательная школа № 6 (1980 год)
- Гимназия № 8 (1991 год)